# Reunion (serie de televisión)
Reunion es una serie de televisión estadounidense producida por Warner Bros en asociación con Jon Harmon Feldman, creador y productor, que se emitió por Fox entre septiembre y diciembre de 2005: en Latinoamérica la difundió Warner Channel, estrenándola el miércoles 9 de noviembre de 2005.
La serie cuenta la historia de 6 amigos desde 1986 hasta su reencuentro 2 décadas después 2006, cada capítulo es un año en la vida de los 6 protagonistas a partir del día de graduación (1986).
Paralelamente un detective en el tiempo presente (2006) investiga el salvaje asesinato de uno de los 6 amigos, este recurre en el tiempo presente a los 5 amigos restantes, para indagarlos acerca de cómo uno de ellos fue asesinado, lógicamente son los sospechosos.
Lo interesante de esta serie es que a medida que pasaban los capítulos nos acercábamos al 2006 (tiempo presente) donde el detective tenía varias pistas que lo conducían al asesino.
El nombre de la serie se origina, porque el asesinato tiene lugar horas después del 20º aniversario de graduados, que en Estados Unidos recibe el nombre de REUNION: precisamente allí es donde comienza la investigación del detective Mayorino a partir de este reencuentro de los 6 amigos, que será el último.

## Reparto
- Will Estes, como Will Malloy.
- Alexa Davalos, como Samantha Carlton.
- Chyler Leigh, como Carla Noll.
- Dave Annable, como Aaron Trumbull.
- Amanda Righetti, como Jenna Moretti.
- Sean Faris, como Craig Brewster.
- Gregory Harrison, como Russell Brewster.
- Mathew St. Patrick, como Detective Kenneth Marjorino.

## Episodios

### 1986
Cuenta la historia de 6 amigos que el día de graduación deciden festejar, Sam se entera esa noche que está en cinta le confía a una amiga que el embarazo no es del novio, mientras tanto dos amigos en el trayecto tienen un terrible accidente automovilístico, Craig (responsable del accidente) le pide a su amigo Will que se declare culpable.
Este al aceptar ante la policía, es arrestado porque el conductor del otro vehículo fallece días después.
Will tiene que pagar una pena de un año en prisión sabiendo que Craig es el verdadero responsable.
Sam tiene su bebé en Londres y decide darlo en adopción: años después se arrepiente de dicha acción, quiere recuperar a su hija. 

### 1998
“Jeena” recibe una oferta laboral de Nueva Zelandia, dejando a su suerte a "Aaron", "Carla" lucha desesperadamente para salvar la vida de su enfermo marido, “Will” y “Sam” salen a buscar a su hija “Amy” encontrándose con un desenlace, el cual los distancia definitivamente.
En el tiempo presente (2006) El Detective Mayorino irrumpe en la residencia de "Craig" arrestando a su hijo "Henry", aludiendo que fue el causante del atentado, que casi le cuesta la vida al Detective, 
"Craig" observa desde la ventana como se llevan a su hijo arrestado, simula ante todos ser paralítico, se levanta de la silla, se dirige al teléfono diciendo lo siguiente:
-Hola Carla, habla Craig
-Acaban de arrestar a mi hijo
-Si!!!  a  Henry
-Nuestro secreto ha llegado muy lejos
-Debemos decirle al detective Mayorino ¿Quién asesinó a Sam?
-Si ustedes no lo hacen, lo haré yo.
Este es el diálogo final, Craig amenaza por teléfono a Carla decir quién es el asesino.
Lamentablemente Reunion (20 años, 6 amigos, 1 asesinato)  es una de las tantas series canceladas por Fox, en Estados Unidos solo se emitieron 9 capítulos, en Latinoamérica se vieron todos,  pero la serie, que inicialmente tenía 20 episodios, solo se filmaron 13.

## ¿Quién asesinó a Samantha Brewster?
Los guionistas nunca escribieron el final de la serie, Lo que se publicó sobre que la asesina es "Amy" (hija de SAM) es pura hipótesis, filtrada por el presidente de Fox, que en conversaciones con los productores habían llegado a ese final: lamentablemente, el final de "Reunion" sigue siendo un misterio. 

### Hipótesis 1
"Amy" termina matando a su madre por dinero, para cobrar el seguro (SAM tenía un seguro de vida de 5 millones de dólares). 
"Amy" calcula que tarde o temprano la policía va a incriminar y enjuiciar a "Craig", tan solo una prueba de que no es paralítico, para el detective Mayorino es más que suficiente.
Henry (hijo de SAM) no puede cobrar por ser menor.
Aquí también entraría "Rachel" (aliada de Amy) la examante de "Craig" como la intelectual del asesinato, recordemos que el detective Marjorino la cita nuevamente porque encontró evidencias de que "Rachel" había visitado a "SAM" días antes de su asesinato (probablemente para chantajearla).

### Hipótesis 2
"SAM" muere accidentalmente en manos de "Amy". Todos (los 5 amigos) se dan cuenta de que ella no quiso matarla y que solo fue un accidente, pero para la policía lo hicieron pasar como un feroz asesinato con el único móvil de cobrar el seguro de vida de "SAM", viendo que todos tenías problemas económicos:
- -Craig necesitaba dinero para su candidatura a senador
- -Carla para pagar las cuentas de su desaparecido marido
- -Jeena para financiarse su alicaída carrera de actriz
- -Aaron tiene problemas con los bancos
- -Will dejaría la iglesia y con ese dinero vivir con su hija.

Podrá el grupo resistir y mantener el secreto (del asesinato) haciéndole el favor a "CARLA" ya que siente que "Amy" es lo único que le queda en la vida.

## Características
Reunion marca un concepto pionero e innovador en una serie de televisión ya que narra las vidas de un grupo de seis amigos durante el transcurso de 20 años, ya que en cada capítulo nos muestra lo ocurrido durante todo un año en las vidas de estos personajes. 
Mitad serie dramática, mitad serie de misterio, Reunion cuenta historias de amor y de pérdida, de matrimonio y de muerte, de triunfo y de escándalo mientras nos describe las esperanzas y los sueños de varios jóvenes y las realidades que marcan sus vidas dos décadas después.
Will (Will Estes, American Dreams) hace tiempo que abandonó su pequeño pueblo natal. Ayudado por una beca deportiva, es el primer miembro de su familia que va a la universidad. Craig (Sean Faris, Pearl Harbor), es atractivo y privilegiado y está deseando incorporarse a la Ivy League, el conjunto de universidades más importantes del país, en compañía de su novia, Samantha (Alexa Davalos, Las crónicas de Riddick), cuya ambición tan sólo es superada por su aspecto físico y su inteligencia. Por su parte, la atractiva y desenfadada Jenna (Amanda Righetti, The O.C.) sueña con convertirse en actriz; y bajo su cinismo, Aaron (Dave Annable, Brothers & Sisters) sueña que su relación con Jenna pueda ir más allá de la amistad actual. Y Carla (Chyler Leigh, Grey's Anatomy), es una inocente y extravagante muchacha, que debe escoger entre la lealtad a su padre o quedarse cerca de sus mejores amigos.
Reunion girará desde el primer momento sobre dos principales e importantes cuestiones que se deslizan en el primer episodio llamado "1986": 
_ ¿cuál de los amigos es el que termina salvajemente asesinado?, y sobre todo, 
_ ¿quién es el responsable de su muerte?

## Música
1986
- “Don’t You Forget About Me” - Simple Minds
- “Papa Don’t Preach” - Madonna
- “Addicted to Love” - Robert Palmer
- “Life in a Northern Town” - Dream Academy
- “Wake Me Up Before You Go Go” - Wham!
- “Total Eclipse of the Heart” - Bonnie Tyler
- “Time After Time” - Cyndi Lauper
- “Take On Me” - A-ha
- “Broken Wings” - Mr. Mister

1987
- “The One I Love” - R.E.M.
- “Don’t Dream It’s Over” - Crowded House

1988
- “If You Leave” - OMD
- “Heaven” - Bryan Adams
- “One More Try” - George Michael

1989
- “Lovesong” - The Cure
- “She Drives Me Crazy” - Fine Young Cannibals
- “Good Thing” - Fine Young Cannibals
- “Listen To Your Heart” - Roxette

1990
- “I Remember You” - Skid Row
- “Ball and Chain” - Social Distortion
- “Please Please Please Let Me Get What I Want” - The Smiths

1991
- “Losing My Religion” - R.E.M.
- “Right Here Right Now” - Jesus Jones
- “Unbelievable” - EMF
- “Top of the World” - James

1992
- “All I Want” - Toad the Wet Sprocket
- “Why Can’t I Be You?” - The Cure
- “There’s No Other Way” - Blur
- “Running On Faith” - Eric Clapton

1993
- “Hey Jealousy” - Gin Blossoms
- “Two Princes” - Spin Doctors
- “Runaway Train” - Soul Asylum
- “Everybody Hurts” - R.E.M.